# Przemyśl Zasanie
Przemyśl Zasanie – przystanek kolejowy znajdujący się w Przemyślu, w dzielnicy o tej samej nazwie, na linii kolejowej nr 91 Kraków Główny – Medyka.

## Ruch pasażerski
| Rok  | Wymiana pasażerska na dobę |
| ---- | -------------------------- |
| 2017 | 150-199                    |
| 2022 | 300-499                    |

Składa się z dwóch peronów z wiatami, w pobliżu znajduje się niewielki, opuszczony budynek z niedziałającą już kasą biletową. Funkcję przejścia pomiędzy peronami pełni znajdujący się w pobliżu wiadukt z ul. Borelowskiego (droga powiatowa nr 2162R, tzw. mała obwodnica).